# Madeleine Stowe
Madeleine Marie Stowe Mora (Los Angeles, 18 agosto 1958) è un'attrice statunitense.

## Biografia
Nasce a Los Angeles, il 18 agosto 1958, e cresce a Eagle Rock, quartiere nord-est della metropoli californiana, prima di tre fratelli (Diane e Robert Jr.), figlia di Robert Stowe, un ingegnere civile statunitense originario dell'Oregon, e di Mireya Mora Steinvorth, rampolla di una delle più importanti famiglie della Costa Rica, con ascendenze spagnole e tedesche.
All'età di 10 anni inizia lo studio del pianoforte, abbandonato qualche anno più tardi, alla morte del suo insegnante russo. Inizia quindi a frequentare cinema e giornalismo alla University of Southern California. Scoperta da un agente dello spettacolo durante la rappresentazione di una commedia al teatro Solarys di Beverly Hills, comincia così con le sue prime apparizioni televisive e cinematografiche.
Impiegata in ruoli secondari, nei primi anni di carriera, con l'uscita di Sorveglianza... speciale (1987), a fianco di Richard Dreyfuss e, soprattutto, grazie alla sua partecipazione al film Revenge - Vendetta (1990), accanto a Kevin Costner e Anthony Quinn, può, finalmente, far apprezzare al grande pubblico la sua bravura. Due anni più tardi, nel 1992, dà una prova convincente nel film L'ultimo dei Mohicani, accanto a Daniel Day-Lewis.

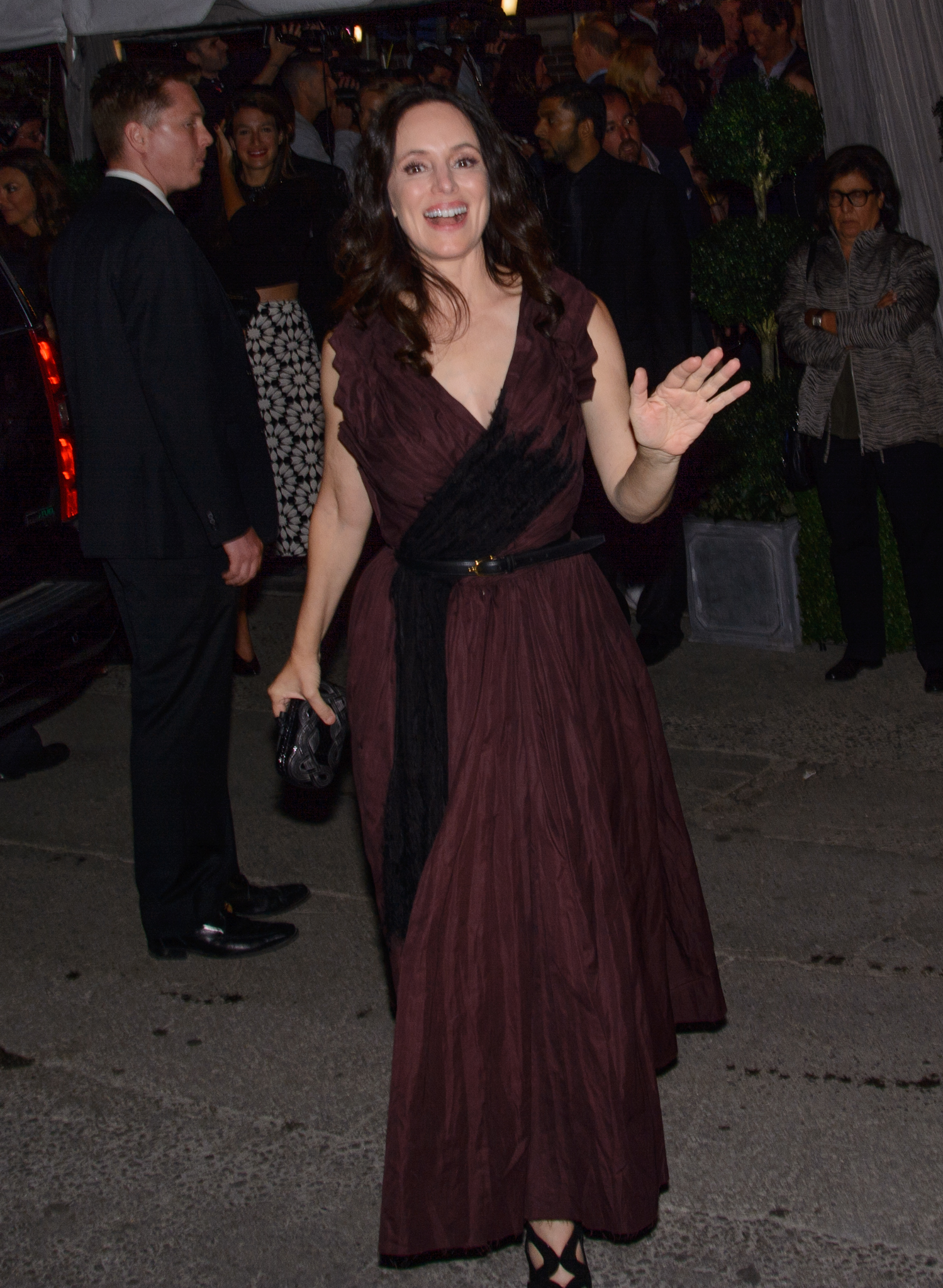
L'attrice nel 2014 al Hollywood Foreign Press Association & InStyle's

L'anno successivo viene diretta da Robert Altman nel film America oggi (1993), dove offre una delle sue migliori interpretazioni, nel ruolo di moglie di un poliziotto psicopatico (Tim Robbins), e nel 1994 è una musicista non vedente nel thriller Occhi nelle tenebre. Dello stesso anno la sua partecipazione al western al femminile Bad Girls. Ancora protagonista, nel 1995, al fianco di Bruce Willis, nel capolavoro distopico di Terry Gilliam L'esercito delle 12 scimmie dove interpreta la giovane psichiatra Kathryn Railly.
Negli anni seguenti alterna altre partecipazioni a film di pregio e lavori per la televisione a periodi di allontanamento dalla scena, in cui preferisce dedicarsi a tempo pieno alla famiglia.
Nel 2011 ritorna attivamente nel panorama televisivo americano, entrando a far parte del cast della serie TV della ABC Revenge, liberamente ispirata al romanzo Il conte di Montecristo di Dumas, ricoprendo il ruolo di Victoria Grayson, una donna molto potente negli Hamptons, coinvolta nella storia della protagonista, interpretata da Emily VanCamp.
Per questo ruolo ha ricevuto la nomination per il Golden Globe Award 2012 come migliore attrice in una serie televisiva drammatica.

## Vita privata
Madeleine Stowe è sposata dal 1982 con l'attore Brian Benben da cui ha avuto la figlia May Theodora (nata nel 1996).

## Filmografia parziale

### Cinema
- Gangster Wars, regia di Richard C. Sarafian (1981)
- Sorveglianza... speciale (Stakeout), regia di John Badham (1987)
- Revenge - Vendetta (Revenge), regia di Tony Scott (1990)
- Il grande inganno (The Two Jakes), regia di Jack Nicholson (1990)
- Closet Land, regia di Radha Bharadwaj (1991)
- Abuso di potere (Unlawful Entry), regia di Jonathan Kaplan (1992)
- L'ultimo dei Mohicani (The Last of the Mohicans), regia di Michael Mann (1992)
- Occhio al testimone (Another Stakeout), regia di John Badham (1993) – non accreditata
- America oggi (Short Cuts), regia di Robert Altman (1993)
- Occhi nelle tenebre (Blink), regia di Michael Apted (1994)
- China Moon - Luna di sangue (China Moon), regia di John Bailey (1994)
- Bad Girls, regia di Jonathan Kaplan (1994)
- L'esercito delle 12 scimmie (Twelve Monkeys), regia di Terry Gilliam (1995)
- Scherzi del cuore (Playing by Heart), regia di Willard Carroll (1998)
- La proposta (The Proposition), regia di Lesli Linka Glatter (1998)
- La figlia del generale (The General's Daughter), regia di Simon West (1999)
- Impostor, regia di Gary Fleder (2002)
- We Were Soldiers - Fino all'ultimo uomo (We Were Soldiers), regia di Randall Wallace (2002)
- Avenging Angelo, regia di Martyn Burke (2002)
- Octane, regia di Marcus Adams (2003)

### Televisione
- Baretta – serie TV, episodio 4x16 (1978)
- The Amazing Spider-Man – serie TV, episodio 1x05 (1978)
- Nel silenzio della notte (The Nativity), regia di Bernard L. Kowalski – film TV (1978)
- Il cacciatore di cervi (The Deerslayer) – film TV (1978)
- La casa nella prateria (Little House on the Prairie) – serie TV, episodio 7x06 (1980)
- Sangue e orchidee (Blood & Orchids) – film TV (1986)
- The Magnificent Ambersons, regia di Alfonso Arau – film TV (2002)
- Saving Milly – film TV (2005)
- Southern Comfort – film TV (2006)
- Raines – serie TV, 6 episodi (2007)
- Un regalo speciale (The Christmas Hope) – film TV (2009)
- Revenge – serie TV, 89 episodi (2011-2015)
- L'esercito delle 12 scimmie (12 Monkeys) – serie TV, episodio 2x13 (2016)
- Soundtrack – serie TV, 10 episodi (2019)

## Riconoscimenti
- Golden Globe
  - 1994 – Premio speciale a tutto il cast per America oggi
  - 2012 – Candidatura a Miglior attrice in una serie TV drammatica per Revenge
- Festival di Venezia
  - 1993  - Premio Speciale Coppa Volpi per America oggi

## Doppiatrici italiane
Nelle versioni in italiano dei suoi film, Madeleine Stowe è stata doppiata da:
- Cinzia De Carolis in Abuso di potere, L'ultimo dei Mohicani, Occhio al testimone, Bad Girls, Occhi nelle tenebre, Raines
- Roberta Paladini in Sorveglianza... speciale, Revenge - Vendetta, Il grande inganno, America oggi, We Were Soldiers - Fino all'ultimo uomo
- Laura Boccanera ne L'esercito delle 12 scimmie (film), La figlia del generale, Octane, L'esercito delle 12 scimmie (serie TV)
- Emanuela Rossi in China Moon - Luna di sangue, Avenging Angelo
- Franca D'Amato in Scherzi del cuore, Revenge
- Lorenza Biella in Sangue e orchidee
- Roberta Greganti in Impostor
- Chiara Salerno in La proposta